# Tim Boswell
Tim Boswell, né le 2 décembre 1942 à Brentwood, baron Boswell d'Aynho, est un homme politique britannique, membre du Parti conservateur.

## Biographie
Il est député pour Daventry de 1987 à 2010. Le 8 juillet 2010, il est créé pair à vie dans la pairie du Royaume-Uni en tant que baron Boswell d'Aynho, ce qui lui permet de siéger à la Chambre des lords. Il est le père de la députée Victoria Prentis.